# Mariusz Hermansdorfer
Mariusz Hermansdorfer (ur. 8 maja 1940 we Lwowie, zm. 18 sierpnia 2018 we Wrocławiu) – polski historyk i krytyk sztuki, w latach 1983–2013 dyrektor Muzeum Narodowego we Wrocławiu.

## Życiorys
Syn Mariana i Marii. W 1966 ukończył studia z historii sztuki na Uniwersytecie Wrocławskim. Przebywał na stypendiach naukowych we Francji (1973), Włoszech (1978), Beneluksie (1980), Wielkiej Brytanii (1984), Stanach Zjednoczonych (1988) i Szwajcarii (1990). W latach 1964–1966 pracował w Muzeum Śląskim we Wrocławiu, od 1967 do 1971 był zatrudniony w Muzeum Miasta Wrocławia (oddziale Muzeum Sztuki Aktualnej), a od 1972 ponownie w Muzeum Narodowym we Wrocławiu, pełniąc w latach 1983–2013 funkcję dyrektora tej placówki. Zainicjował adaptację Pawilonu Czterech Kopuł na Muzeum Sztuki Współczesnej. W 2013 przekazał muzeum kolekcję prac polskich artystów współczesnych.
Był członkiem Stowarzyszenia Historyków Sztuki, Międzynarodowego Stowarzyszenia Krytyków Sztuki (AICA, w latach 1976–1980 był wiceprezesem sekcji polskiej), Międzynarodowego Komitetu Muzeów (ICOM). Powołany w skład rady redakcyjnej miesięcznika „Odra”, wchodził też w skład rad naukowych muzeów narodowych. Specjalizował się w dziedzinie muzealnictwa, zajmował się krytyką sztuki współczesnej. Był autorem opracowań naukowych poświęconych zbiorom muzealnym, a także twórcą licznych wystaw polskiej sztuki współczesnej m.in. w Cagnes-sur-Mer, São Paulo i Nowym Delhi. Uczestnik Sympozjum Plastycznego Wrocław ’70.
Zmarł 18 sierpnia 2018; 24 sierpnia tegoż roku został pochowany na cmentarzu Grabiszyńskim we Wrocławiu.

## Odznaczenia i wyróżnienia
- 1986 – Nagroda Miasta Wrocławia
- 1988 – Złoty Krzyż Zasługi
- 1993 – Nagroda Prezydenta Wrocławia
- 1998 – Krzyż Kawalerski Orderu Odrodzenia Polski (1998, za wybitne zasługi dla rozwoju muzealnictwa)[7]
- 2001 – Nagroda Ministra Kultury
- 2005 – Krzyż Oficerski Orderu Odrodzenia Polski (2005, za wybitne zasługi dla rozwoju muzealnictwa)[8]
- 2005 – Złoty Medal „Zasłużony Kulturze Gloria Artis”[9]
- 2005 – Nagroda Marszałka Województwa Dolnośląskiego
- 2013 – Merito de Wratislavia – Zasłużony dla Wrocławia
- 2013 – Krzyż Komandorski Orderu Odrodzenia Polski (2013, za wybitne zasługi na rzecz kultury, za osiągnięcia w popularyzowaniu polskiej sztuki współczesnej)[10]

## Wybrane publikacje
- W kręgu nadrealizmu, Wrocław 1975
- Artyści Wrocławia 1945–1970, Wrocław 1996
- Między ekspresją a metaforą, Wrocław 1999
- Kondycja ludzka, Wrocław 2001
- Wrocławskie impresje, Wrocław 2004
- Emocja i ład, Wrocław 2004
- Interpretacje, Wrocław 2005
- Magdalena Abakanowicz, Wrocław 2005
- Waldemar Cwenarski, Wrocław 2006
- Józef Gielniak, Wrocław 2006
- Eugeniusz Geppert, Wrocław 2007
- Alfons Mazurkiewicz, Wrocław 2007
- Jan Lebenstein, Wrocław 2013
- Kolekcja Hermansdorferów, Wrocław 2013